# غاي (مصطلح)

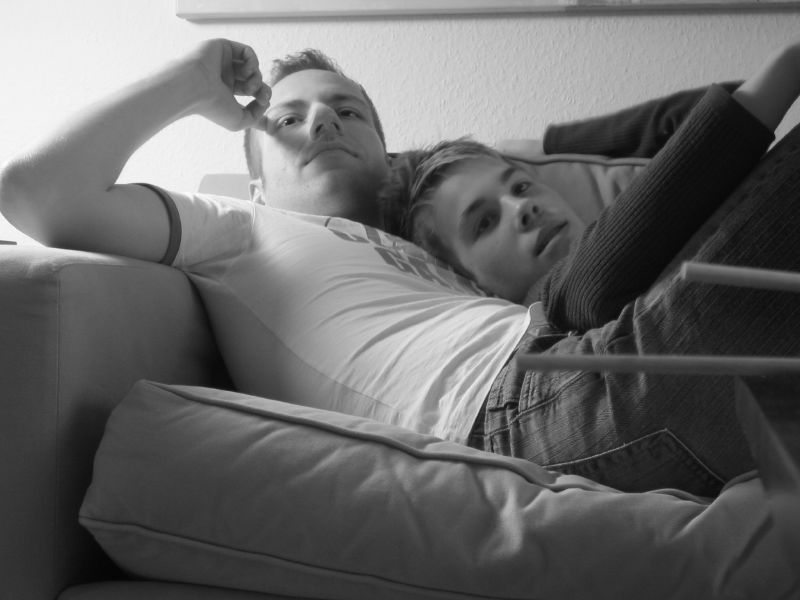
ثنائي مثلي جنسي

لفظة Gay (يُلفظ: غاي\گيْ) (بالإنجليزية: Gay)‏ هو مصطلح من اللغة الإنجليزية تطور ليشير في المقام الأول إلى المثلية الجنسية أي شخص من جنس ذكري ينجذب لأفراد من نفس الجنس، ويمكن أيضًا استخدام مصطلح مثلية الجنس للإشارة إلى أنثى تنجذب لنفس الجنس.
بدأ استخدام المصطلح في العالم الناطق بالإنجليزية أواخر القرن التاسع عشر للدلالة على المثلية الجنسية، ولكن استخدامه زاد تدريجيًّا في القرن العشرين. أصبح مصطلح مثلي الجنس في اللغة الإنجليزية الحديثة يستخدم صفة، ثم اسمًا للدلالة على مجتمع المثليين و‌الممارسات و‌الثقافات المرتبطة بالمثلية الجنسية. في سنة 1960، أصبح المصطلح الكلمة الأكثر تداولًا لدى الرجال المثليين لوصف ميولهم الجنسية. وبحلول نهاية القرن العشرين، تبنَّى مجتمع إل جي بي تي و‌مرشدو الأسلوب استخدامَ المصطلح للدلالة على الأشخاص المثليين الذين ينجذبون لأفراد من نفس الجنس.
في نفس الوقت، أصبح استخدام المصطلح سائدًا على نحو ازدرائي في بعض مناطق العالم، ولا سيَّما بين الشباب الأصغر سنًّا؛ إذ يتراوح معنى الكلمة بين التحقير في بعض الدول (مثل القمامة أو الغباء) أو السخريَّة في أُخرى (مثل الضعيف، غير لائق، أو أعرج). ونادرًا ما تعني الكلمة «مثلي الجنس» إذ غالبًا ما تُستخدَم للإشارة إلى كائن جامد أو معنى تجريدي. وقد جرى مناقشة وانتقاد مدى استخدام هذه المفاهيم للدلالة على المثلية الجنسية.